# حصار أدرنة (1912-1913)
حصار أدرنة (1912-1913) (بالبلغارية: Обсада на Одрин) ، (بالسيريلية الصربية: Опсада Једрена) ، (بالتركية: Edirne Kuşatması) حدث خلال حرب البلقان الأولى، التي بدأت في منتصف نوفمبر 1912 وتنتهي في 26 مارس 1913 مع السيطرة علي أدرنة (أدريانوبل) من قبل الجيش البلغاري الثاني والجيش الصربي الثاني، حيث كانت خسارة أدرنة بمثابة الضربة الحاسمة الأخيرة للجيش العثماني لتقترب نهاية حرب البلقان الأولى. تم توقيع معاهدة في لندن في 30 مايو، نجحت الدولة العثمانية في استعادة المدينة واحتفظت بها تركيا خلال حرب البلقان الثانية.
تعتبر النهاية للحصار نجاحًا عسكريًا هائلاً لأن دفاعات المدينة تم تطويرها بعناية من قبل خبراء الحصار الألمان وكان يطلق عليها «انها لا تُهزم» ولكن الجيش البلغاري، وبعد 5 أشهر من الحصار والهجمات الجريئة ليلا، استولى على معقل العثمانيين.
كان المنتصرون تحت القيادة العامة للجنرال نيكولا إيفانوف، وكان قائد القوات البلغارية في القطاع الشرقي للقلعة الجنرال جورجي فازوف، شقيق الكاتب البلغاري الشهير إيفان فازوف والجنرال فلاديمير فازوف.
تم استخدام القصف بالطائرات أثناء الحصار حيث ألقى البلغار قنابل يدوية خاصة من طائرة واحدة أو أكثر في محاولة لإثارة الذعر بين الجنود العثمانيون.  

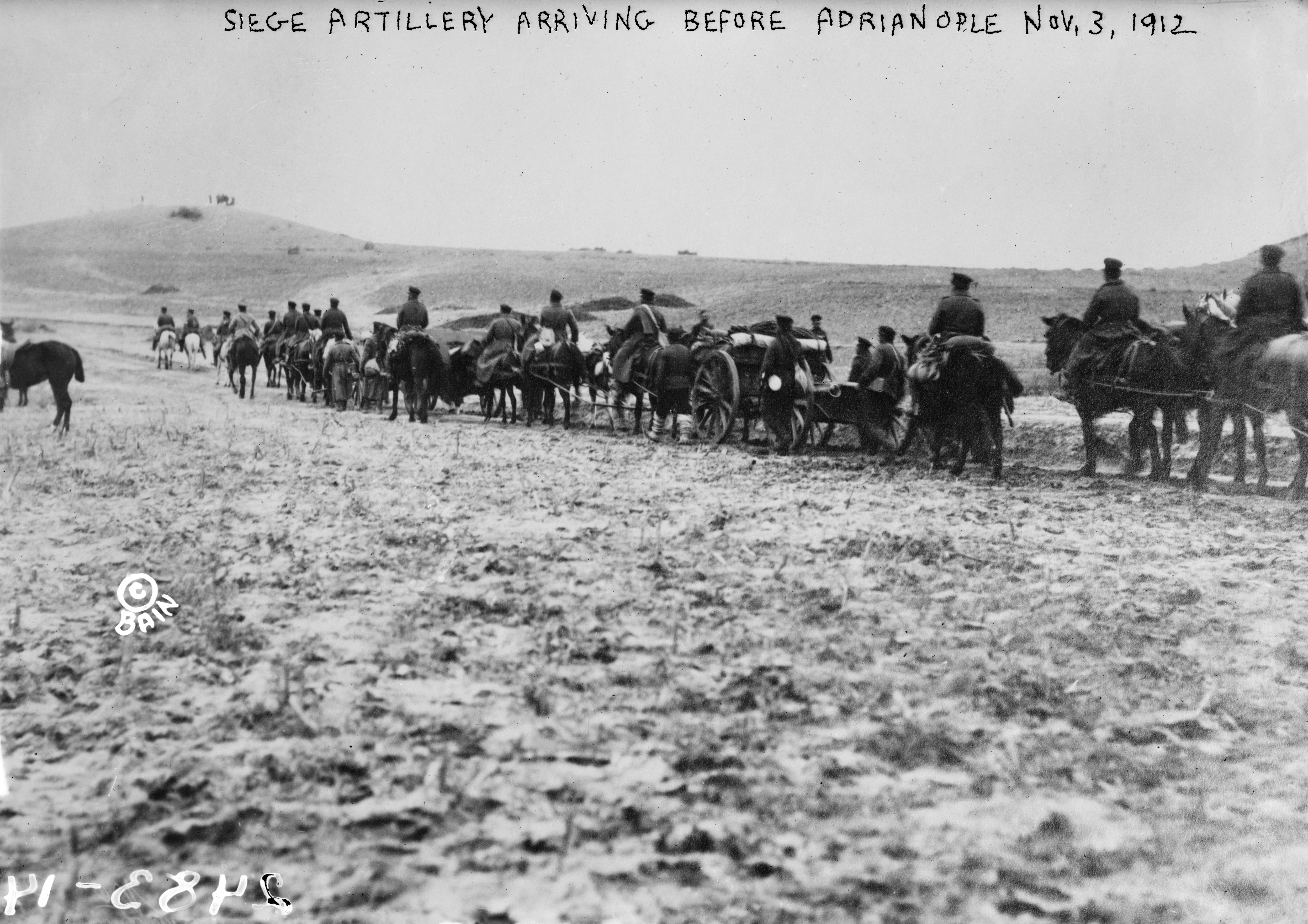
حصار قوات مدفعية متجهة إلى أدريانوبل ، 3 نوفمبر 1912.

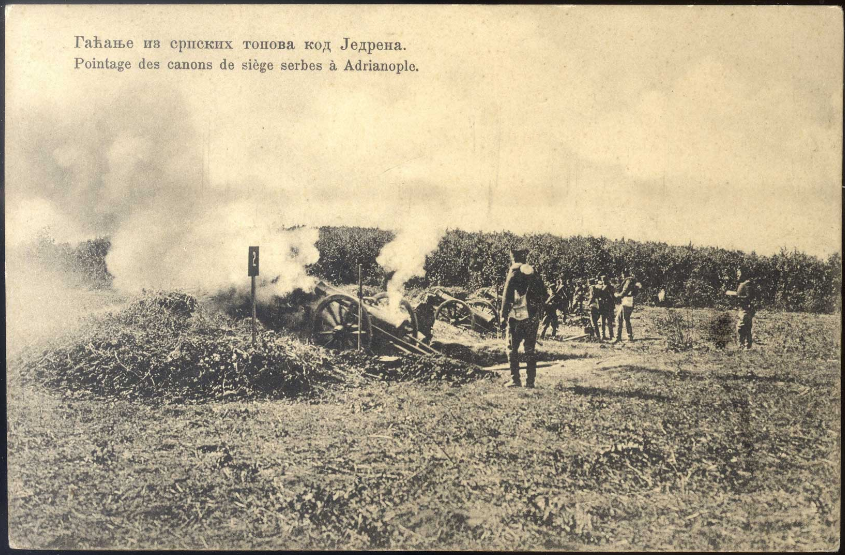
المدفعية الصربية تحت الحصار.

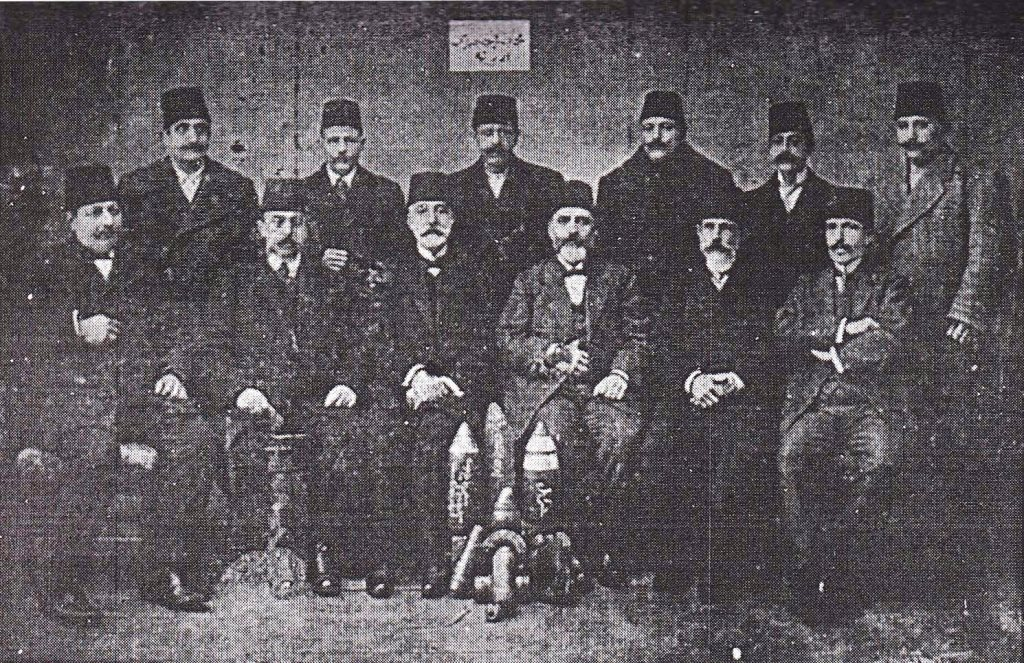
سكان أدرنة تحت الحصار ، 1913

## المعركة الأخيرة
وتألفت المعركة النهائية من هجومين ليلا حيث وضعت العديد من الجيوش التي شاركت في الحصار تحت قيادة مشتركة، وصمم نموذجا أوليا للجبهة، كما انضمت بعض القطع المدفعية الخفيفة التي تجرها الخيول الي الوحدات المتقدمة، حيث لعبت دور مهم في دعم المشاة، كما بذلت محاولات لعرقلة جميع الاتصالات العثمانية الإذاعية لعزل المحاصرين وإحباطهم، وابتداءً من 24 مارس 1913 تم الاستيلاء على التحصينات الخارجية في ليلة واحدة، وفي الليلة التالية سقطت الحصن نفسه في أيدي البلغاريين، وفي وقت مبكر من صباح يوم 26 مارس 1913، استسلم قائد القلعة، محمد شكرو باشا، للجيش البلغاري  وبذلك أنهى حصار أودرين.
بعد الاستسلام، تعرضت أجزاء كبيرة من المدينة، وخاصة منازل المسلمين واليهود، للنهب لمدة ثلاثة أيام، ومع ذلك، وجهت اتهامات لجهتين ففي بعض الروايات اتهم الجيش البلغاري ولكن مصادر أخرى اتهمت السكان اليونانيين المحليين.